# Active Server Pages
 Denne artikel omhandler et programmeringsmiljø. Opslagsordet har også en anden betydning, se Poppel.
Active Server Pages (forkortet ASP) er et dynamisk server-side-script-programmeringsmiljø ligesom PHP. ASP er dog udviklet af Microsoft og læner sig mere op ad Visual Basic, hvor PHP læner sig op ad C/C++. ASP kan skrives i mange forskellige programmeringssprog, men de mest almindelige er dog Visual Basic og JScript.
Til Linux findes ChiliSoft ASP fra Sun Microsystems, der stort set er kompatibelt med Microsofts ASP.